# Miringotomia
La miringotomia è un'operazione all'orecchio medio. Consente di far drenare fluidi da dietro al timpano, mediante un piccolo foro su di esso.